# بانکر (میزوری)
بانکر (به انگلیسی: Bunker) یک شهر در ایالات متحده آمریکا است که در میزوری واقع شده‌است. بانکر ۱٫۷۱ کیلومتر مربع مساحت و ۴۰۷ نفر جمعیت دارد و ۴۲۵ متر بالاتر از سطح دریا قرار دارد.